# Pécsi Mecsek FC
Der Pécsi Mecsek FC, auch  Pécsi MFC, oder kurz PMFC,  ist ein Fußballclub aus der südwestungarischen Mittelstadt Pécs und verdankt seinen Namen dem nahen Mittelgebirge Mecsek. Der Verein spielt nach einem Zwangsabstieg aus der 1. Liga Ungarns und einem Absturz in die viertklassige Liga Baranya aktuell in der zweiten Liga, der Nemzeti Bajnokság II.

## Geschichte
Der Verein wurde 1950 als Pécsi Dózsa (benannt nach dem Bauernführer György Dózsa) gegründet. Die Vereinsfarben sind rot-schwarz. Die Mannschaft des PMFC trägt ihre Heimspiele im Mecsekaljai-Stadion aus, das rund 14.000 Zuschauern Platz bietet. 
Pécs unterlag 1978 bei seinem ersten Einzug in das ungarische Pokalfinale nach Verlängerung Ferencváros Budapest mit 2:4. Bei der zweiten Teilnahme am Pokalendspiel 1987 hatte der PMFC auch keinen Erfolg und verlor gegen Újpesti Dózsa 2:3. Erst im dritten Anlauf 1990 sicherte sich Pécs durch einen 2:0-Erfolg über Honvéd Budapest seinen bislang einzigen Titel. Dazwischen erreichte der PMFC 1986 in der ersten Liga einen beachtlichen zweiten Platz und damit die Vizemeisterschaft.
Zum Abschluss der Saison 2006/07 stieg der Pécsi MFC nach insgesamt 44. Erstliga-Spielzeiten aus der Nemzeti Bajnokság I ab, schaffte jedoch den sofortigen Wiederaufstieg. 2015 musste der Verein wegen eines Lizenzentzuges in die vierte Liga absteigen. Seit der Saison 2020/21 spielt Pécs in der zweiten Liga und ist damit nach fünf Jahren wieder im ungarischen Profifußball vertreten.

## Europapokalbilanz
| Saison  | Wettbewerb                  | Runde    | Gegner                | Gesamt          | Hin     | Rück          |
| ------- | --------------------------- | -------- | --------------------- | --------------- | ------- | ------------- |
| 1970/71 | Messestädte-Pokal           | 1. Runde | Universitatea Craiova | 4:2             | 1:2 (A) | 3:0 (H)       |
| 1970/71 | Messestädte-Pokal           | 2. Runde | Newcastle United      | 2:2 (3:2 i. E.) | 0:2 (A) | 2:0 n. V. (H) |
| 1970/71 | Messestädte-Pokal           | 3. Runde | Juventus Turin        | 0:3             | 0:1 (H) | 0:2 (A)       |
| 1986/87 | UEFA-Pokal                  | 1. Runde | Feyenoord Rotterdam   | 1:2             | 1:0 (H) | 0:2 (A)       |
| 1990/91 | Europapokal der Pokalsieger | 1. Runde | Manchester United     | 0:3             | 0:2 (A) | 0:1 (H)       |
| 1991/92 | UEFA-Pokal                  | 1. Runde | VfB Stuttgart         | 3:6             | 1:4 (A) | 2:2 (H)       |

Gesamtbilanz: 12 Spiele, 3 Siege, 1 Unentschieden, 8 Niederlagen, 10:18 Tore (Tordifferenz −8)

## Titel
- Ungarischer Pokal
  - Sieger: 1990
  - Finalist: 1978, 1987
- Ungarische Meisterschaft
  - Vizemeister: 1986

## Vereinsnamen
- 1950: Pécsi Dózsa
- 1956: Pécsi Baranya Dózsa SC
- 1957: Pécsi Dózsa SC
- 1973: Pécsi Munkás SC (deutsch Pécser Arbeiter Sportverein) nach Fusion mit Pécsi Bányász SC, Pécsi Ércbányász SC, Pécsi Helyiipar SK und Pécsi Építők
- 1995: Pécsi Mecsek FC

## Spieler
- Tamás Bódog (19??–1989) Jugend, (1989–1994) Spieler,
- Pál Dárdai (19??–1991) Jugend, (1991–1996) Spieler,
- András Dienes (19??–1991) Jugend, (1991–1993, 1995–2007) Spieler,
- Csaba Fehér (1992–1996)
- Zoltán Gera (1997–2000)
- Eke Uzoma (2012–2014, 2014–2015)

## Trainer
- Robert Jarni (2014–2015)